# Renato Nigiotti
Renato Nigiotti (Livorno, 22 ottobre 1898 – 10 novembre 1949) è stato un allenatore di calcio e calciatore italiano, di ruolo mediano.

## Carriera
Crebbe nel Livorno, con cui esordì nella Prima Divisione organizzata dalla Confederazione Calcistica Italiana nel 1921-1922. Con i toscani giocò cinque stagioni, finché non fu ceduto all'Empoli, in Terza Divisione. Promosso in Seconda Divisione nel 1927, rimase un'altra stagione per poi essere acquistato dal Prato. I biancazzurri arrivarono penultimi nel girone A della Divisione Nazionale, venendo ammessi in Serie B.
Nel 1929 passò al Palermo, ottenendo una promozione in Serie B. Dopo due anni in serie cadetta, nel 1930-1931 e nel 1931-1932, conquistò un'altra promozione, questa volta in Serie A.
Nel 1932-1933 esordì in Serie A. Fu il 19 marzo 1933 nella partita Palermo-Torino (1-0). Si tratta del giocatore più anziano ad aver esordito nella massima serie, ad oltre 34 anni. In totale, giocò quattro partite in quella stagione. Chiuse la carriera nell'Empoli dopo una breve parentesi al Termitana, in Prima Divisione.
Nel 1941-1942 tornò al Palermo come allenatore. Condusse la Juventina nel campionato di Serie C 1941-1942, ottenendo la vittoria e la promozione, e nelle ventinove giornate di Serie B 1942-1943 prima dell'esclusione della squadra per la guerra.

## Palmarès

### Giocatore
- Campionato italiano di Serie B: 1

Palermo: 1931-1932
- Prima Divisione: 1

Palermo: 1929-1930

### Allenatore
- Campionato italiano Serie C: 1

Palermo-Juventina: 1941-1942